# 玛格丽特·利亚·休斯顿
玛格丽特·利亚·休斯顿（英語：Margaret Lea Houston，1819年4月11日—1867年12月3日）1841至1844年任德克萨斯共和国第一夫人，丈夫山姆·休士頓此时第二次出任德克薩斯共和國總統。两人在山姆首次总统任期结束后相识，结婚时他刚当选德克萨斯共和国众议员。玛格丽特是山姆的第三位夫人，两人相伴至男方逝世。
玛格丽特生于亚拉巴马州，家人间关系密切，山姆与她成婚时已在得克萨斯革命赢得圣哈辛托战役，在田纳西和德克萨斯都是政坛名流，许多亲人跟随新娘一起迁居德克萨斯。休斯顿夫妇共有八个孩子，大部分是在男方外出从政时诞生。母亲南希是玛格丽特婚后生活的常客，帮他们带孩子、做家务，长期向两人提供经济支持和临时住房。凭借德克萨斯众多亲人助力，玛格丽特说服丈夫改掉酗酒、骂脏话的坏毛病。她是丈夫眼中忠诚虔诚的模范女子，山姆多年前在德克萨斯纳科多奇斯受洗为天主教徒，在她影响下皈依浸信会。
德克萨斯并入美国后，山姆持续往返华盛顿哥伦比亚特区出任联邦参议员，玛格丽特留在德克萨斯抚养子女。山姆当选州长，玛格丽特成为德克萨斯州第一夫人并怀上最后一个孩子。南北战争不久爆发，德克萨斯州在是否脱离联邦的争论中四分五裂，山姆徒劳地想要阻止分裂。有人企图刺杀州长，愤怒的暴徒在州长官邸附近街道云集。一家人没有政府保护，玛格丽特对全家安危忧心忡忡，惶恐度日。
德克萨斯脱离联邦议会把拒绝宣誓效忠邦联的山姆赶下台，玛格丽特的长子加入联盟军后在夏羅之役被俘，丈夫没能看到内战结束的曙光。她此后几年保管亡夫的遗产，向信赖的传记作家提供文献。四年半后玛格丽特死于黄热病，为防传染遗体未能陪伴山姆下葬亨茨维尔公墓，连葬礼都没办，只能在私人墓地长眠，与去世仅三年的母亲相伴。

## 早年经历
玛格丽特·莫菲特·利亚1819年4月11日在亚拉巴马州佩里县的虔诚浸信会家庭出生，父亲坦普尔·利亚是教会执事、亚拉巴马州浸信会大会司库，母亲南希·莫菲特·利亚是大会唯一的女创始人。家中共有六个孩子，玛格丽特只比幺妹安托瓦内特大，三个哥哥分别叫马丁、亨利·克林顿、弗纳尔，姐姐叫瓦丽拉。南希用娘家遗产买下并经营棉花种植园。:7
1834年父亲去世，玛格丽特继承五名奴隶，分别叫约书亚、伊丽莎、维安娜、夏洛特、杰克逊，其中她最喜欢前两个:17。家里年纪最长的三个孩子在父亲去世前成婚，弗纳尔、玛格丽特、瓦丽拉随新寡的南希搬到马里恩投奔亨利。:4–5亨利此时律师事业有成并在教育机构董事会任职，1836年入选亚拉巴马州参议院:10。玛格丽特获麦克莱恩教授学校录取，还在贾德森女子学院就读，其中后者由浸礼会创办，旨在培养有教养的青年女子，传播此时当地社会普遍认可的妇女知识：“刺绣、舞蹈、绘画、书法”，重点教导浸礼会神学并传教。玛格丽特阅读爱情小说并撰写诗歌，学会吉他、竖琴、钢琴。19岁时她在马里恩西罗亚浸信会由彼得·克劳福德牧师洗礼，此时已是众人眼中“多才多艺、人脉广泛的虔诚”少女:211:8:6–9, 14–15, 17, 40, 44, 52, 54, 57, 64, 67, 69。

## 婚姻

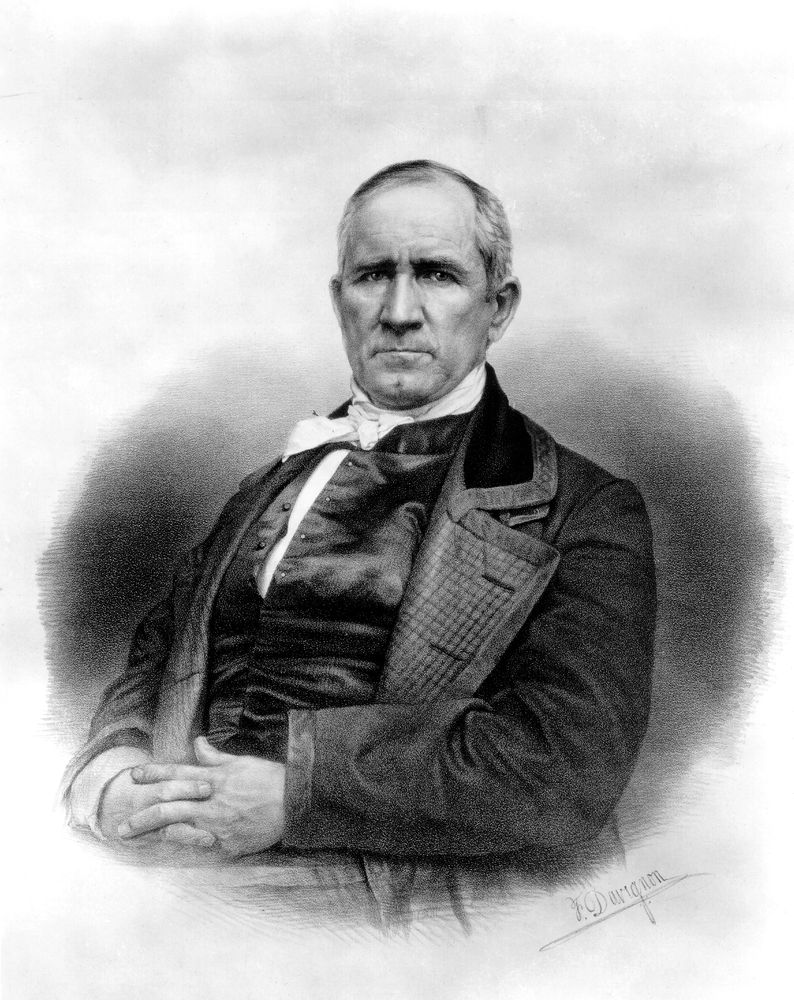
1848年的山姆·休斯顿

山姆·休士頓前往德克萨斯前就是在政坛风生水起的律师，曾任田纳西州联邦众议员和州长:20–21，赢得圣哈辛托战役后更成为德克萨斯人心目中的英雄:17–23。1838年12月初卸任德克薩斯共和國總統后，他在利伯蒂继续经营律师事务所。1839年上半年他来到亚拉巴马州莫比尔，以萨宾市公司合伙人身份寻找投资人，开发的社区后发展成萨宾帕斯:210。他经马丁·利亚牵线结识安托瓦内特的富商丈夫威廉·布莱索，后者建议休斯顿找南希拉投资。休斯顿受邀到马丁家参加花园聚会，与玛格丽特一见钟情。:11–12:17–21
南希对休斯顿的卖地规划印象很好，但对他想追女儿不以为然。他比玛格丽特年长26岁而且结过两次婚，酗酒和出口成脏等毛病都令南希和其他家人不满。:9–10, 74–76休斯顿与玛格丽特互写情书数周，男方1839年夏求婚，以附有他肖像的胸針为礼。休斯顿在利亚氏家中停留数周，缓和女方家人的反对。:17–18, 23
1839年9月，圣奥古斯丁县支持者推举远在亚拉巴马州的休斯顿进入德克萨斯共和国众议院:23–25, 38。订婚消息在报上公布之际，女方家人还不看好两人能否幸福长久，男方在德克萨斯州的熟人也差不多，知道他刚同首任夫人、来自田纳西州的埃莉萨·艾伦离婚。1829年的原版离婚文书遗失后一直没有正式递交，休斯顿直到1837年才发现并马上重新递交文件正式离婚。他还曾打算迎娶德克萨斯女子安娜·拉格特，但她没有接受，转投他的朋友伊里恩氏怀抱。:200–201, 220政坛亲信老巴纳德·比劝他不要结第三次婚，觉得休斯顿“完全没资格享受家庭幸福”:209–210, 220。
1840年5月9日婚期临近，部分家人还是看休斯顿不顺眼，认为两人结合对玛格丽特必成灾难，决心阻止。但她深爱休斯顿，拒绝向家人让步，彼得·克劳福德牧师为两人主持婚礼。:28新人在拉法耶特酒店度蜜月，随后乘船前往加尔维斯敦，布希与布莱索已为两人装点新房:17, 31–32。休斯顿在以他姓氏命令的大城市有房，但玛格丽特不喜喧嚣，想留在人口偏少的加尔维斯敦:44–45。她带着奴隶随丈夫离开亚拉巴马州，山姆外出期间她和奴隶就住在妈妈家里:38:35–36。

## 德克萨斯共和国第一夫人
休斯顿结识玛格丽特前在钱伯斯县加尔维斯顿湾锡达波因特买房并起名“乌鸦旷野”，计划用当律师赚的钱扩张:201, 211:49。双卧室木屋与独立奴隶宿舍可俯瞰加尔维斯顿湾，新婚夫妇随女方从亚拉巴马州带来的个人陈设入住并添置新家俱:38–39, 56–57。玛格丽特为新家改名“本·洛蒙德”，向她看过的沃尔特·司各特爱情小说致敬，家务委托母亲南希管理:39–40, 44。
1841年，二度出任共和国议会圣奥古斯丁县代表的休斯顿再度当选总统:222。玛格丽特不喜欢竞选活动，珍视个人隐私，丈夫四处奔走拜票之际留在家里:54, 74:40–42, 45。偶尔露面之际，如选举过后巡视圣奥古斯丁县，华盛顿县和休斯敦市的胜选庆典等，公众对她反响热烈，新第一夫人成为休斯顿总统重要的政治资产:63–64:59–63。她参加地方致敬总统游行，但没去奧斯汀出席丈夫的就职典礼:64–65。休斯顿夫妇在纳科多奇斯举办的活动露面，老友发现总统居然滴酒不沾，他再度向夫人保证彻底戒酒:39–40, 53–54。为讨好玛格丽特，他开始尽量不讲脏话直到自信完全戒除:74。
布莱索夫妇在利伯蒂县、本·洛蒙德以北约42公里经营甘蔗种植园。种植园由南希提供财务支持，成为家族聚会场所。:37–38, 41约一年后弗纳尔·利亚带着夫人玛丽搬进种植园，玛丽流产后不久与丈夫接手本是南希照顾的七岁加尔维斯敦孤儿苏珊·维吉尼亚·索恩。领养关系从一开始就有问题，后来还对玛格丽特构成法律后果:468:80。
1842年萨拉多河之战爆发前的局势变化令休斯顿认定墨西哥计划全面入侵并重新占领德克萨斯，他向东迁都布拉索斯河畔华盛顿，安排夫人返回亚拉巴马州投奔亲友。玛格丽特后来返回德克萨斯，和丈夫暂时在家族友人洛克哈特位于新首都的家里借宿，直到两人买到小房子:70–72, 75。1843年5月25日，长子小山姆在新居诞生:99:83–86。南希得知长子马丁死于决斗后前往休斯顿夫妇新居帮忙带孩子，而且不顾总统反对拿钱给他们买食品和家庭必需品。

## 大家庭

### 乌鸦岭与伍德兰
休斯顿1844年在利伯蒂县大凯恩西北、亨茨维尔以东买下乌鸦岭种植园，12月9日卸任总统后开始集中精力经营。玛格丽特的奴隶约书亚负责木工，为休斯顿夫妇建新房。:111:79南希、玛格丽特、安托瓦内特母女是大凯恩康科德浸信会教堂创始会员，对教会发展投入大量时间:93–94, 99–100。玛格丽特还是丈夫在家时最开心的贤妻良母，1845年夏两人前往田纳西州出席安德鲁·杰克逊总统葬礼，但她没有参加丈夫老友和支持者举办的庆祝活动:101–104:264。安托瓦内特的丈夫威廉1845年下半年去世，没几个月弗纳尔的夫人玛丽撒手人寰，玛格丽特在玛丽去世前承诺接手照顾苏珊:93, 105。
德克萨斯共和国1846年2月19日正式放弃主权，成为美国第28个州，德克萨斯州议会推举休斯顿出任联邦众议员。身怀有孕的玛格丽特不能旅途奔波，参议院开会时休斯顿必须待在首都，但只要时间允许就跑回德克萨斯陪伴夫人:113。休斯顿在华盛顿哥伦比亚特区E大街浸信会教堂首次见到乔治·萨姆森牧师时表示，他是在“了不起的基督徒”影响下来到浸信会教堂，说的就是玛格丽特。他担任参议员时定期前往E大街教堂，给萨姆森看夫人写来的信，深入探讨玛格丽特对经文的理解。:240–244
1846年4月，安托瓦内特与加尔维斯敦商人查尔斯·鲍尔私奔，在男方的甘蔗种植园开始新生活:125。9月6日休斯顿夫妇的二女儿南希·伊丽莎白（昵称“南妮”）在乌鸦岭出生，适逢国会休会，男主人在家:298:120。大约就在这段时间玛格丽特在写给丈夫的信中承认母亲南希有些过于强势，对两人生活介入过多，但本着家庭和睦着想希望休斯顿能对无关紧要的问题让步。休斯顿的回信表示岳母年势已高，愿意把她当成亲生母亲一样尊重和爱护。:112, 129–130

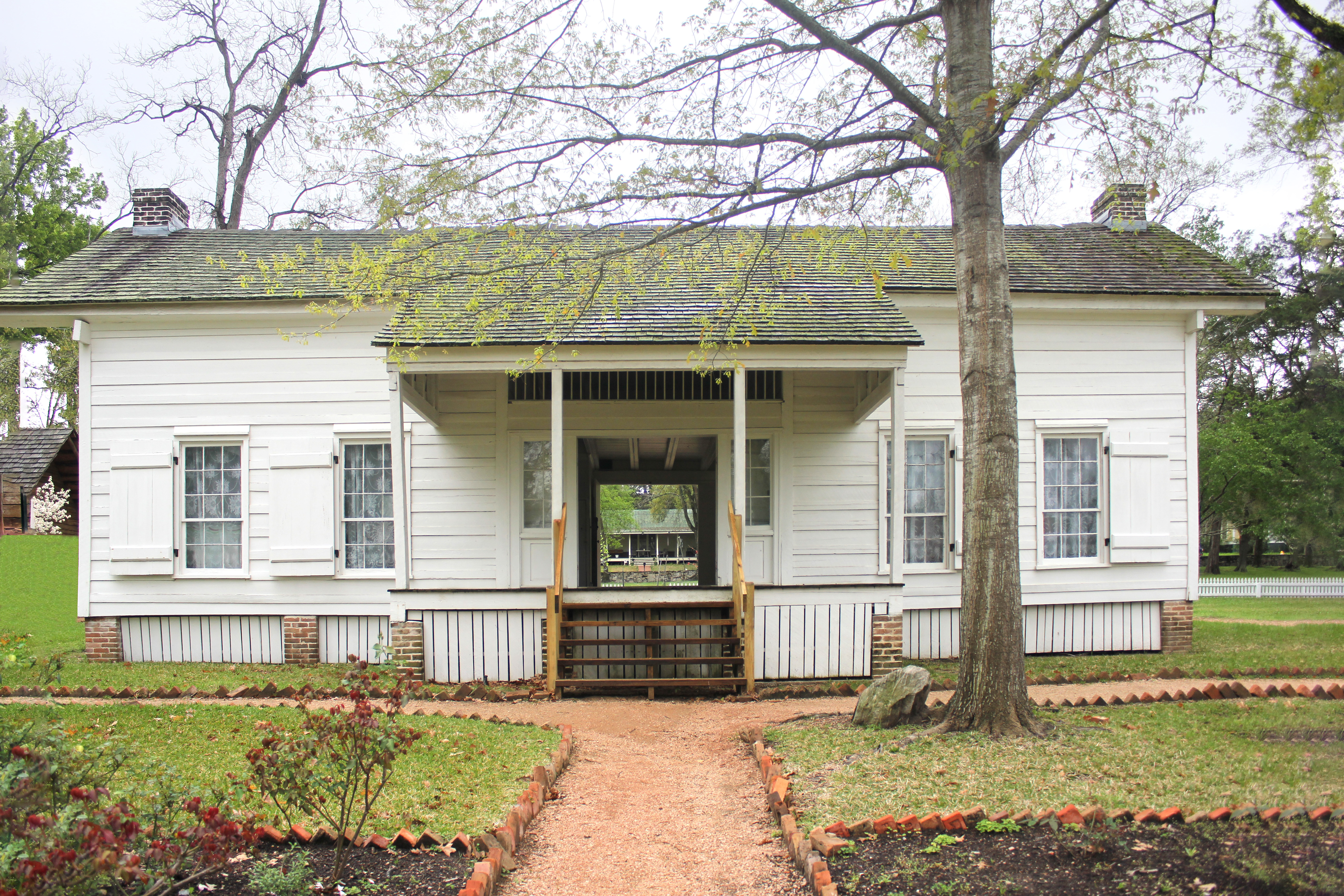
伍德兰大宅

休斯顿1847年上半年写给玛格丽特的信经常对出门在外表达厌倦，还对连续几周没收到夫人回信深感忧虑。他承诺一旦本届立法会议结束就“全速飞奔回家，向爱人致意，拥抱我们的孩子”。她的回信说起小山姆身患重病，可能是丈夫已经知道而没有提到自己乳房肿块的问题。他人建议如果复发就到田纳西州孟菲斯看专科医生。出现并发症后，家族友人阿什贝尔·史密斯医生建议在德克萨斯动手术，玛格丽特此时才把病情告诉丈夫，休斯顿得知后马上离开哥伦比亚特区。:142–151
休斯顿到家后先和乌鸦岭监工队长弗兰克·哈奇达成劳务交换协议，大部分奴隶劳工派到哈奇位于百慕大斯普林的地盘工作，代替本该支付的现金，少数奴隶留在家为玛格丽特做家务:121。休斯顿和哈奇后来交换房产，百慕大斯普林变成休斯顿的地产:122–127，他为夫人建新房并起名“伍德兰大宅”。1948年4月13日，小玛格丽特·利亚·休斯顿（昵称“麦琪”）第一个在新房出生，休斯顿此时在首都参加国会。:300
弗纳尔1849年续弦再娶凯瑟琳·戴维斯·古德尔，但少女苏珊的监护仍由玛格丽特负责:147。休斯顿大部分时间留在首都，对养女的印象基本源自夫人来信。但他既不喜欢又不信任苏珊，甚至担心子女和她住在同一屋檐下会不安全。:125, 219玛格丽特不赞成养女与监工托马斯·戈特相恋，令双方关系更形恶化。玛格丽特认为苏珊粗暴对待自家子女后施以惩罚，苏珊声称玛格丽特的惩罚包括打人和威胁。一个月后苏珊与戈特私奔，两人起诉玛格丽特人身伤害。大陪审调查陷入僵局，案件转交玛格丽特协助创办的地方浸礼会教堂，最后认定她罪名不成立。休斯顿认为夫人遭起诉与政敌鼓动脱不了干系。:468–481:140–141,147–149, 151–153
1850年4月9日，休斯顿夫妇的三女儿玛丽·威廉（昵称“玛丽·威利”）在伍德兰诞生，休斯顿在首都参加国会。四女安托瓦内特·鲍尔（昵称“内蒂”）1852年1月20日降世，休斯顿同样因公在外。:307, 312
众多亲友前来伍德兰探视，其中包括得克萨斯革命时与休斯顿结盟的亚拉巴马－考沙塔族部落，他投桃报李，为部落在东德克萨斯争取保留地。休斯顿担任德克萨斯共和国的最后几年劳心费神，为各原住民部落寻找共处空间，支持他们拥有土地的权利，许多部落把他当朋友:300–400:334–348:144–146。

### 山姆·休斯顿的信仰
1852年南希迁至亨茨维尔西南方向的独立城，利亚氏其他大部分成员开始在华盛顿县社区形成关系网。安托瓦内特与查尔斯·鲍尔的甘蔗种植园毁于飓风后也在独立城过活:154, 160，弗纳尔和亨利都在1852年去世:233, 235。瓦丽拉在丈夫罗伯特斯·罗伊斯顿1853年去世后搬到独立城:54，休斯顿夫妇同年在独立城原貝勒大學校园附近买房:161。休斯顿赴哥伦比亚特区公干之际，第六个孩子安德鲁·杰克逊·休斯顿1854年6月21日出世:167:329。

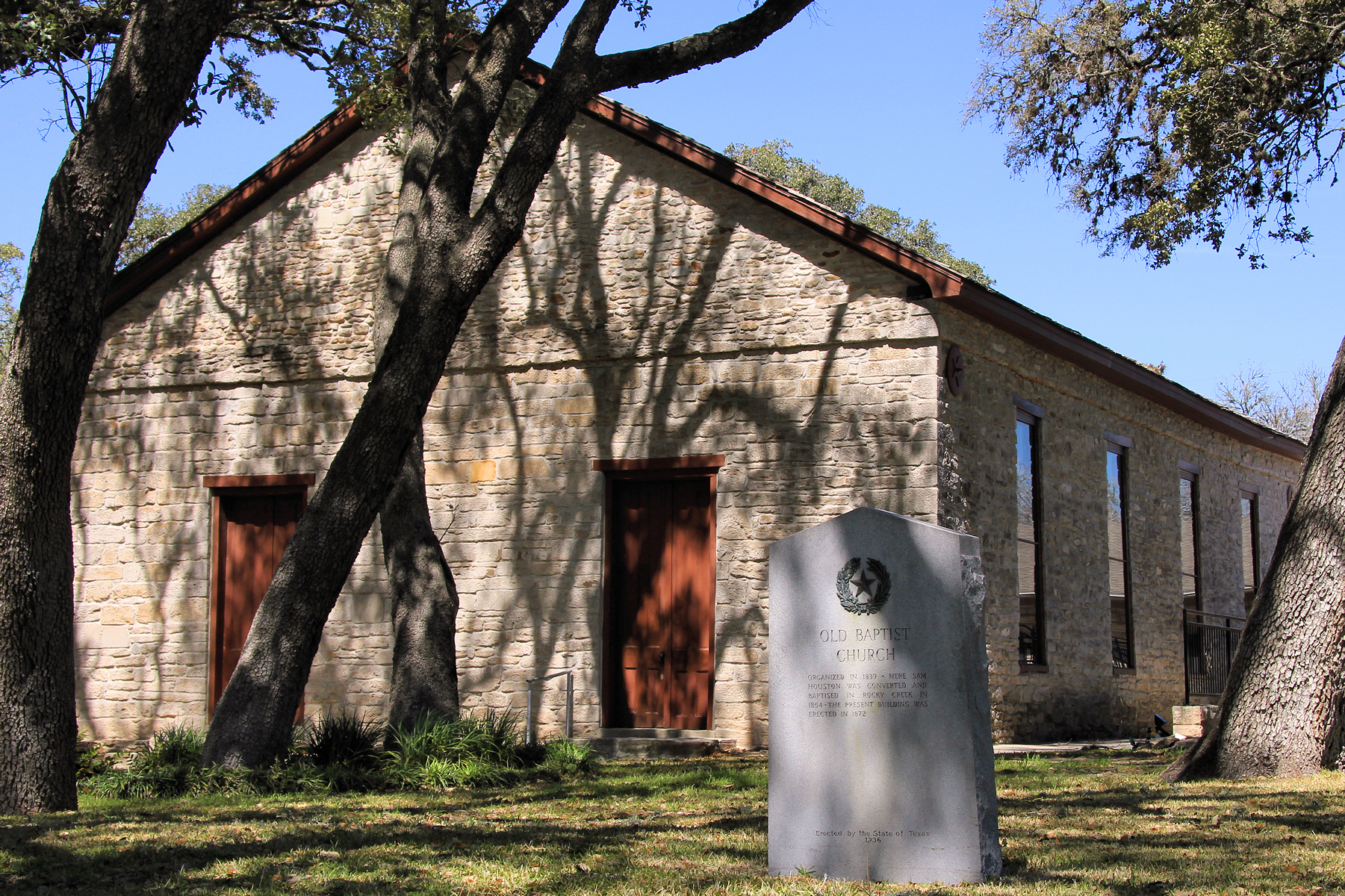
德克萨斯州独立城老浸信会教堂，山姆·休斯顿在此参与教会活动

德克萨斯独立前是墨西哥领土，该国联邦法律规定科阿韋拉及德克薩斯居民必须信奉天主教才能拥有财产，休斯顿曾在纳科多奇斯受洗:104–105。1854年他向萨姆森牧师表示自认有必要在参议院公开转变信仰，过于14年玛格丽特一家对他的信仰影响很大。最后休斯顿决定在德克萨斯亲友面前完成仪式。:240–244
休斯顿准备公开接受洗礼的消息很快传开，邻近社区居民赶来见证:167–171。贝勒大学校长、当地教堂牧师鲁弗斯·哥伦布·伯莱森在独立城东南约3.2公里的小石溪浸信会教堂主持仪式。随后休斯顿自认还是没资格取圣餐并加入夫人所在教会。南希卖掉银器为女婿受洗的教堂添置一台钟，以示感激和庆祝。:173乔治·华盛顿·贝恩斯应南希之请与休斯顿长谈，消除后者的自我怀疑心理:240–243。贝恩斯是后世林登·约翰逊总统的老外公，此后一直是休斯顿的密友。贝恩斯之子约瑟夫·威尔逊曾任德克萨斯州议员，约瑟夫的女儿丽贝卡正是约翰逊总统之父。

## 德克萨斯州第一夫人
德克萨斯州议会在休斯顿第三个联邦参议员任期时决定不再推举他连任，结果他竞选州长不敌哈丁·理查德·伦内尔斯:261–264。1858年5月25日威廉·罗杰斯·休斯顿（昵称“威利”）出生，是玛格丽特在伍德兰生下的最后一个孩子，休斯顿此时还在首都工作:271–272:355。为偿还州长竞选债务，他只能把伍德兰卖给支持者卡罗尔·史密斯:188。德克萨斯州民意在是否脱离联邦的问题上发生重大分歧，休斯顿在1859年州长选举战胜竞选连任的伦内尔斯，同年12月31日宣誓就职。
位于奥斯汀的德克萨斯州长官邸已于三年前建成，州长以利沙·皮斯率先入住，夫人热心招待所有访客。休斯顿一家带着奴隶入住州长官邸之际，分裂之争日趋激烈，政治氛围越来越紧张。州政府不为州长官邸的人员配备、装修、维护提供预算，约书亚把家俱从独立城运来，:280各项费用只能州长自行承担，州政府连休斯顿的薪水都要拖欠:192–193, 213。反对分裂的休斯顿致力阻止《脱离联邦法令》通过，玛格丽特为家人安危担惊受怕。州长曾遭遇手段拙劣的刺杀，她还看到许多心怀不满的人在城内聚集，州长官邸大门紧闭，只有休斯顿一家邀请才能入内。
州长一家和奴隶住在官邸二楼，其他人住进马厩。玛格丽特同住在其他地方时一样完全不关注公共事务，与伊丽莎等佣人忙于家务，:280准备迎接其他家人和亲友。休斯顿偶尔还需出租劳工。:193–195, 198。1860年8月12日，休斯顿夫妇的最后一个孩子坦普尔·利亚在州长官邸降生:200。41岁的玛格丽特分娩后近两周几乎奄奄一息，丈夫一直陪在身旁保持警惕:292:202。
分裂大会1861年2月1日通过法令，德克萨斯州3月1日加入美利堅聯盟國。含州长在内的所有官员必须宣誓效忠邦联，休斯顿拒绝后在3月16日被分裂大会解职，副州长爱德华·克拉克继任:390–391。

## 晚年
位于独立城的故居已经租给浸信会徒，暂时无法收回。休斯顿身体很差，经济破产的同时精神上也蒙受重大打击。一家人在南希家中短暂借宿，随后不顾她的反对在四月初回到本·洛蒙德。:235:397
1861年8月，长子小山姆加入联盟军德克萨斯州第二步兵团C连，令玛格丽特深陷抑郁:387:213–215。她担心长子一去不返，在写给妈妈的信中倾诉：“我的心都碎了……我该怎么办？又该如何忍受？听到消息我几乎倒地死去”:394–395:213–215。丈夫长期在加尔维斯敦停留，往返期间尽量抽时间照顾其他孩子，为爱妻分担:218–221。似乎是要证明她的担忧，小山姆在1862年4月夏羅之役身受重伤被留在战场等死，内含玛格丽特题字的《圣经》正好挡住第二颗子弹。联邦军神职人员在野地发现奄奄一息的小山姆，拾起《圣经》后还在他口袋发现玛格丽特写来的信。小山姆沦为战俘关进芝加哥道格拉斯营，后经战俘交换获释，十月退伍就医:402–404:313–314, 318。

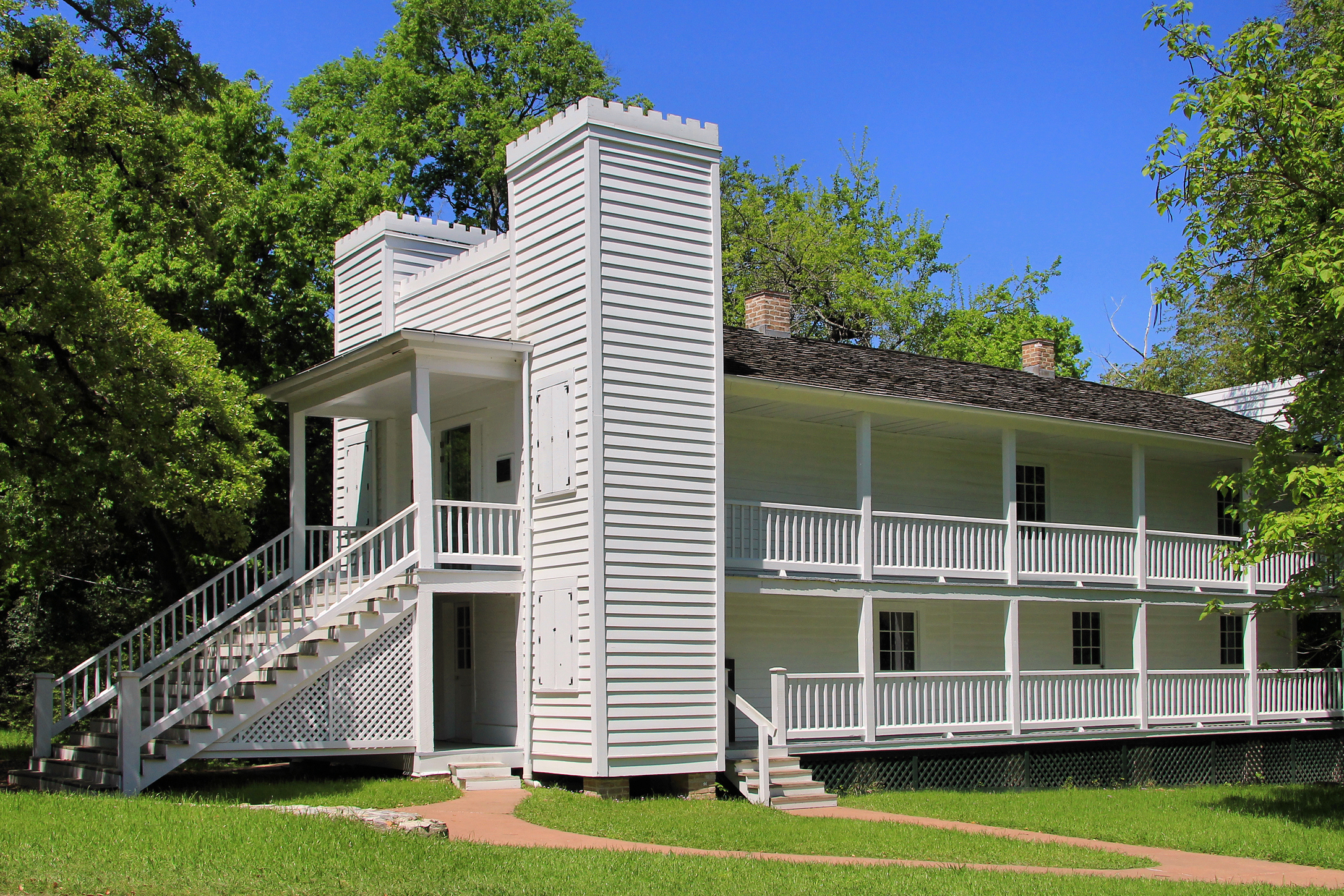
山姆·休斯顿在“汽船别墅”（图）去世

一家人没有足够的钱买回伍德兰，只能在亨茨维尔租下“汽船别墅”。69岁的休斯顿摇摇欲坠，靠拐杖才能四下走动。玛格丽特帮丈夫完成各种工作，直到女儿麦琪接手充当父亲的私人助理。休斯顿在生命最后几天促使邦联战争部同意亚拉巴马－考沙塔族部落新兵退伍，该部落自冲突爆发以来一直尽量避免卷入。:400–401
1863年7月26日，休斯顿与世长辞，玛格丽特当时就在床前念诗篇第23篇:417:230。遗嘱指定的执行人包括死者遗孀、外甥托马斯·卡洛瑟斯、家族友人托马斯·吉布斯、卡罗尔·史密斯、安东尼·马丁·布兰奇。遗产包括不少土地，但缺乏现金。从财产清单来看，休斯顿留下数千英亩房产、250美元现金、约书亚等奴隶、少量牲畜和私人财物。
新寡的玛格丽特还有七个孩子未成年，全靠她一人养家糊口。她回到独立城，与母亲住得不远，:234用土地在附近换取的房产后得名“山姆·休斯顿夫人别墅”。德克萨斯州议会最终把拖欠薪水付给前州长遗孀，但为支付小山姆进入宾夕法尼亚大学医学院的学费，玛格丽特不得不出租本·洛蒙德种植园。:252
1864年2月7日，南希·利亚死于类似流感的未诊断疾病，就近葬在自家大院:239:338。1867年12月3日，玛格丽特·利亚·休斯顿死于黄热病疫情。直到1900年，沃尔特·里德才率先发现黄热病可经蚊虫叮咬传播。1867年人们普遍担心黄热病会经接触传染，玛格丽特无法葬入丈夫长眠的公墓，结果在去世当晚11点由佣人宾利、家族友人埃伯·凯夫、女儿内蒂、玛丽·威利葬在南希身旁，连葬礼都没办:256–258:350。

## 影响
山姆·休斯顿去世两年后，玛格丽特委托贝勒大学校长威廉·凯里·克雷恩为亡夫立传，由他查阅所有信件和文献记录。克雷恩是来自亚拉巴马州的利亚家族友人，与人称“圣哈辛托英雄”的休斯顿仅点头之交。他眼中的玛格丽特成就非凡，许多方面与丈夫相比不遑多让。在克雷恩看来，玛格丽特堪称休斯顿的“守护天使”，相识之日起就开始磨砺他粗放的品行，为他的私生活提供坚实后盾。:9, 253–255一个多世纪后，作家詹姆斯·海利评价两人关系时认可前人论断：“休斯顿把灵魂托付玛格丽特，从此不用再搞自我斗争，能将更多精力投入政治战场”:220–221。休斯顿的许多故友尽量与克雷恩合作，但其中也难免有不和谐的声音。据麦琪转述，克雷恩曾告知，玛格丽特对某位友人表示不感兴趣之举非常不满，怒火之下销毁许多有价值的文件。传记《德克萨斯人山姆·休斯顿生平与精选文学》起初无人出版，后在1884年经利平科特公司问世。:344–345:245, 247
忠于家庭和教堂

以她的方式

对山姆·休斯顿的事业和

休斯顿夫妇子女称呼伊丽莎“阿姨”，她在玛格丽特去世前便获解放，昔日女主人去世后她轮流在南妮和麦琪家做工。1898年伊丽莎去世，按遗愿埋在玛格丽特身旁。:358南希之墓随着时间推移逐渐腐朽，后与玛格丽特、伊丽莎的遗体重新安葬。1936年德克萨斯州百年纪念之际，人们一度探讨是否把玛格丽特之墓迁至亨茨维尔，让休斯顿夫妇在地下团聚，但家族后人与有关部门没有达成协议。1965年5月15日，独立城立碑纪念她对德克萨斯历史的贡献。:360

### 后人
“第一夫人兼德克萨斯重要历史家族女族长。”——德克萨斯历史委员会
- 小山姆·休斯顿（1843至1894年）后当上医生和作家。夫人露西·安德森婚后不久去世，他的晚年与妹妹麦琪一起度过。[4]:373[60][61]

小山姆之女玛格丽特·贝尔·休斯顿（1877至1966年），作家、妇女参政论者，达拉斯平等选举权协会首任主席。
- 南希·伊丽莎白·休斯顿（昵称“南妮”，1846至1920年）嫁商人约瑟夫·克莱·斯泰尔斯·莫罗。母亲去世后担当弟弟和妹妹的监护人[4]:373–379[64]。

南妮的外曾孙女简·休斯顿·鲍德温（1916至2002年）是德克萨斯州长普赖斯·丹尼尔的夫人:10。
南妮的外玄外孙小普赖斯·丹尼尔（1941至1981年）曾任德克萨斯州众议院议长:10。
- 玛格丽特·利亚·休斯顿（昵称“麦琪”，1848至1906年）嫁威斯顿·拉法耶特·威廉姆斯，两人买下女方母亲的房子，帮助南妮一起养活弟弟、妹妹，自己也生下五个孩子[4]:347, 357–358[66]。
- 玛丽·威廉·休斯顿（昵称“玛丽·威利”，1850至1931年）嫁律师约翰·西蒙·莫罗，生下五个子女后丈夫早亡，在德克萨斯州阿比林当邮递员达22年[67]。
- 安托瓦内特·鲍尔·休斯顿（昵称“内蒂”，1852至1932年）是获奖诗人、德克萨斯共和国之女联合会州史学家，嫁得克萨斯农工大学校长威廉·洛林·布林赫斯特，去世后遗体在圣安东尼奥阿拉莫教会接受公众瞻仰再举行葬礼[68][69]。
- 安德鲁·杰克逊·休斯顿（1854至1941年）从西点军校毕业，美西战争期间是西奥多·罗斯福麾下骑兵，曾任联邦参议员，倡导禁酒和妇女参政权，首任夫人凯莉·格伦·珀内尔去世后续弦伊丽莎白·哈特·古德[70]。
- 威廉·罗杰斯·休斯顿（昵称“威利”，1858至1920年）终身未婚，是印第安事務局职业特别探员，据信在俄克拉何马州乔克托县古德兰印第安人学校执行公务时死于心脏病发或不知何故落马摔死[71][72]。
- 坦普尔·利亚·休斯顿（1860至1905年）曾任第19区德克萨斯州参议员、州参议院临时议长。他是精通十种语言的多语言学家，其中包括七种美國原住民语。坦普尔是休斯顿最有名的孩子，他以才华横溢的“肮脏鸽子辩论”为涉嫌卖淫女子洗脱罪名。他娶劳拉·克罗斯为妻，晚年在俄克拉何马州度过，当地人称他“加拿大河孤狼”。电视剧《坦普尔·休斯顿》根据他的律师生涯改编。[73][74][75][76][77]

### 历史居所与遗迹

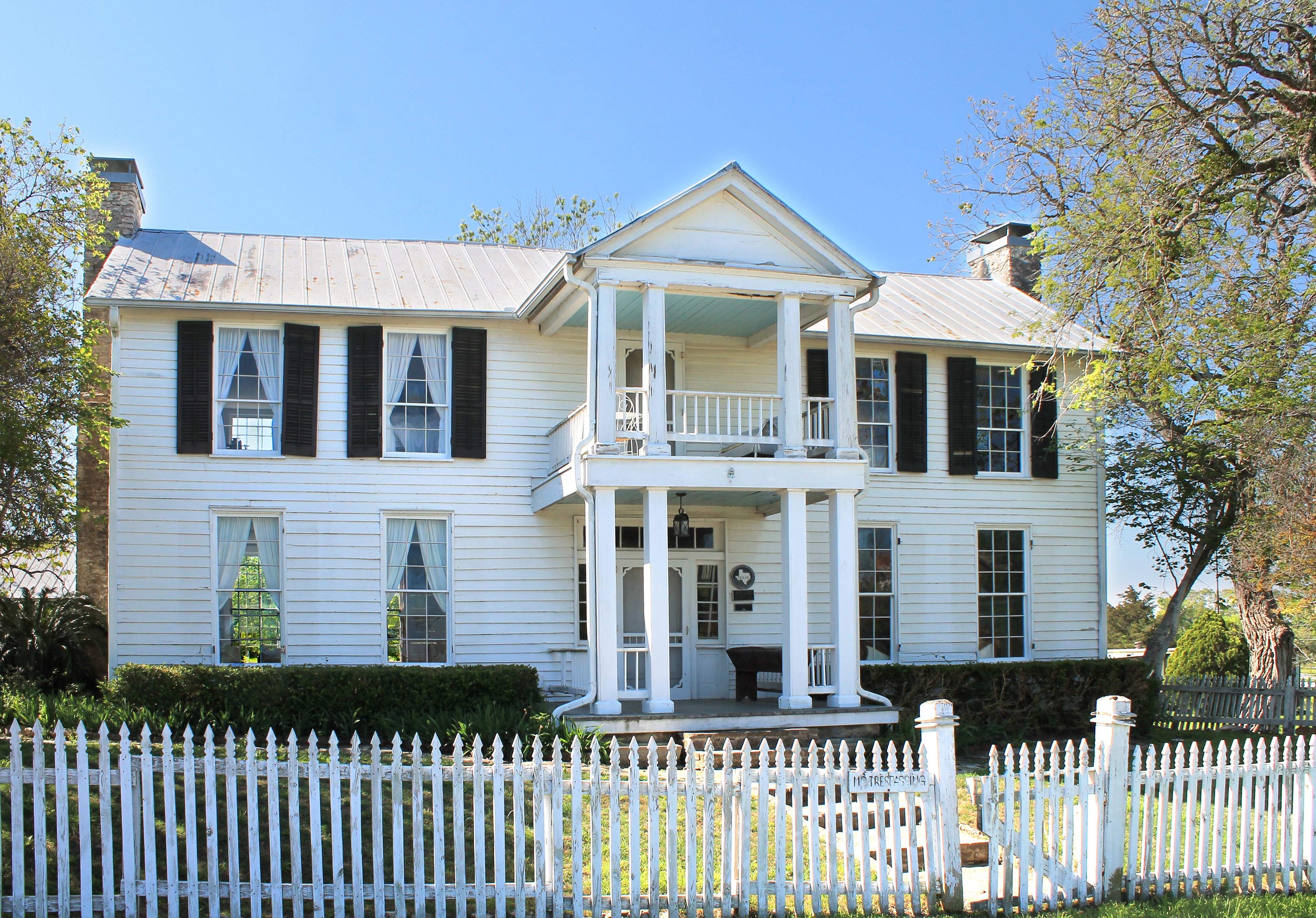
山姆·休斯顿夫人别墅

山姆·休斯顿在休斯顿市的房子如今已不存在，原址由办公楼取代。本·洛蒙德和乌鸦岭房产与南希·利亚位于独立城的房子一样年久失修逐渐消失:358。汽船别墅1936年迁入萨姆休斯顿州立大学的山姆·休斯顿纪念博物馆，1964年入选德克萨斯历史地标。独立城的山姆·休斯顿夫人别墅1970年10月22日入选华盛顿县國家史蹟名錄。伍德兰大宅1974年以“山姆·休斯顿大宅”之名入选沃克县国家史迹名录，属山姆·休斯顿纪念博物馆组成部分。贝敦锡达波因特故居所在地如今已由河口侵蚀吞没。南希·利亚为石溪浸信会教堂买的钟现位于50号农场至市场公路和390号农场至市场公路交叉路口。山姆·休斯顿受洗地点已由德克萨斯历史委员会标记，位于150号农场至市场公路与山姆·休斯顿路交汇处附近。

## 扩展阅读
- Houston, Sam Jr. . The Southwestern Historical Quarterly (The Portal to Texas History). 1931-04, 24: 329–333  [2022-02-07]. （原始内容存档于2022-02-07）.